# Molly Moon
Molly Moon es una serie de novelas juveniles escritas por la autora británica Georgia Byng, que cuentan las aventuras de una niña llamada Molly Moon.

## Novelas
Hasta el momento existen 6 obras de esta serie:
- Molly Moon y el increíble libro del hipnotismo (2002)
- Molly Moon detiene el mundo (2003)
- Molly Moon viaja a través del tiempo (2005)
- Molly Moon y los ladrones de cerebros (2007)
- Molly Moon y el misterio mutante (2010)
- Molly Moon y el monstruo de la música (2013)

## Personajes

### Molly Moon
Molly Moon, cuyo nombre real es Molly Cell Logan, es una niña huérfana de 11 (cada libro que sale representa un aňo más para cada personaje del Libro) años que vive en el orfanato Hardwick House junto a sus amigos. Al descubrir un libro sobre hipnotismo, es lanzada a múltiples aventuras. Más tarde descubre un gran secreto, que es que sus padres son Lucy Logan y Primo Cell. Su pelo es castaño y sus ojos, verdes y juntos, han causado un mote entre los niños del orfanato "Ojos de Coco".

### Micky Minus (Moon)
Él es el hermano gemelo de Molly, al cual ella rescata en el penúltimo libro (Molly Moon y los ladrones de cerebros). Él, al igual que Molly sabe hipnotizar solo con los ojos, y sus habilidades son casi las mismas, sin embargo en el transcurso del mismo pierde la habilidad de hipnotizar y nunca las recuperó, pero más tarde aprende a usar la transfiguración que le permite transformarse tanto en animales como humanos.

### Pétula
Pétula es una perra carlina de color negro que pertenece originalmente a la señora Adderstone, la cual la atiborra de galletas de chocolate, para disgusto de la propia perra. Los huérfanos no la soportan por su carácter difícil, acomplejado y de perra mimada. Un día, Molly experimenta sus dotes hipnóticas con ella y la hace su amiga, pasando a acompañarla en sus aventuras y convirtiéndose en amigas inseparables.

### Rocky Scarlett
Rocky es el mejor amigo de Molly, quien aprendió a hipnotizar con la voz en el primer libro. Llegó al orfanato el mismo día que Molly. Rocky sale en todos los libros con Molly. Le apoya en todo lo que necesite.

### Lucy Logan
Lucy Logan es descendiente del doctor Logan, autor original del libro de hipnotismo que Molly encontró. Ella es la madre de Molly Moon, esposa de Primo Cell, quien fue hipnotizada por Cornelius Logan, su gemelo, por culpa de Waqt, ya que hipnotizó primero a Cornelius.

### Primo Cell
Primo Cell es el padre de Molly Moon, esposo de Lucy Logan, que también fue hipnotizado por Cornelius Logan para ser el presidente y vivir en la Casa Blanca (Lucy Logan al igual que Primo Cell fue hipnotizada por Cornelius Logan). Sinclair Cell es su hijo adoptivo, el cual salvó la vida de Molly y Rocky.

### Cornelius Logan
Cornelius Logan es el hermano gemelo de Lucy Logan. Es el tío de Molly, quien hipnotizó a Lucy Logan y a Primo Cell por deseo de Waqt.

### Ojas
Ojas aparece en el tercer libro, ayuda en todo a Molly Moon cuando debe viajar a la India en el pasado para vencer a Waqt. Su ayuda será esencial en el transcurso del tercer libro. Al final acaba acompañando a Molly a su época viajando al futuro.

### Waqt
Waqt es el maharajá de la India que sale en el libro 3 como villano. Waqt rapta a las Mollys recién nacidas, de 3, 6 y 10 años para que Molly Moon no llegue nunca a encontrar el libro del hipnotismo, y así cambiar el curso de la historia. Las lleva a La India de 1870, utilizándolas para extraer cristales de la tierra, para así viajar al principio del tiempo a la burbuja de luz, y ser joven siempre. También es quien hace cambiar los recuerdos de Molly, al ir remplazándose los recuerdos de su infancia por lo que sus "yos" jóvenes viven en su secuestro.

### Forest
Forest es el instructor de yoga del hijo de Primo Cell; es uno de los personajes principales en el segundo libro. (Molly Moon detiene el mundo)

## Adaptación cinematográfica
La adaptación a la gran pantalla de Molly Moon y el increíble libro del hipnotismo empezó en octubre de 2012. Dirigida por Christopher N. Rowley y escrita por Tom Butterworth, cuenta con la participación de Raffey Cassidy como Molly Moon, siendo esta su segunda película con un papel principal.
- Datos: Q947373